# Grästorp
Grästorp ist ein Ort (tätort) in der schwedischen Provinz Västra Götalands län und der historischen Provinz Västergötland. Er ist zugleich Hauptort der gleichnamigen Gemeinde.
Am Ort vorbei fließt der Fluss Nossan, der als einer der wenigen Flüsse Schwedens nach Norden fließt.
Nördlich befindet sich der Runenstein an der Ås kyrka; nordöstlich stehen die Runensteine von Håle.